# Maison russe à Veliki Izvor
La maison russe à Veliki Izvor (en serbe cyrillique : Руска кућа у Великом Извору ; en serbe latin : Ruska kuća u Velikom Izvoru) se trouve à Veliki Izvor, sur le territoire de la ville de Zaječar, en Serbie. Elle est inscrite sur la liste des monuments culturels protégés de la république de Serbie (identifiant no SK 1006),.

## Présentation
La maison russe de Veliki Izvor a été construite en 1871 par le prince Lala Nikolić ; elle tient son nom du fait que le prince commerçait avec la Russie, pays qu'il visitait souvent et dont il a rapporté le type d'architecture, qui rappelle davantage le style des maisons pannoniennes que celui de la Stara Planina.
La maison est construite en pierre et en brique ; l'année de construction et le nom du propriétaire sont inscrits sur une pierre du mur de fondation. Le porche d'entrée dessert trois pièces : une pièce centrale avec une cheminée (en serbe : odžak) avec deux pièces ouvrant sur chacun deux côtés de cette pièce centrale ; toutes les pièces ont un sol en brique. Le toit à pignon est recouvert de bardeaux.
Peu après l'inscription de la « maison russe » sur la liste des monuments culturels, elle s'est effondrée et il n'en subsiste que la pierre avec l'inscription de l'année de sa construction.